# Avdiïvka
Avdiïvka (en ukrainien : Авдіївка) ou Avdeïevka (en russe : Авдеевка) est une ville industrielle de l'oblast de Donetsk, en Ukraine. Sa population s'élevait à 35 128 habitants au recensement de 2013. La ville est largement détruite lors de la bataille qui s'y déroule de 2022 à 2024 dans le cadre de l'Invasion de l'Ukraine par la Russie. 

## Géographie
Avdiïvka se trouve à 13 km au nord de Donetsk, dans le Donbass, sur les hauteurs de la rivière Kamenka, un affluent de la rivière Krivyï Torets, elle-même sous-affluent de la rivière Donets, et appartenant au bassin versant du fleuve Don. Elle se trouve sur le Plateau du Donets, à une altitude de 210 mètres.

## Histoire
La fondation d'Avdiïvka participe de la politique de valorisation entamée par Moscou dans ces terres conquises à la fin du XVIIIe siècle sur l'Empire ottoman. Le territoire étant vierge de toute population, des communautés russes d'habitants venues des gouvernements de Koursk, de Voronej et de Poltava sont envoyées dans cette région. Elles y fondent une paroisse sous le nom d'Avdeïevka (d'après le nom de son premier colon du nom d'Avdeïev), ce qui en fait l'une des plus anciennes localités du bassin de la Donets (Donbass).
Le village devient village d'État en 1778 sur ordre du gouverneur de Nouvelle-Russie. En 1886, 3 386 personnes vivaient dans l'ancien village d'État, centre de la volost d'Avdeïevka : il y avait 555 foyers, une église orthodoxe et une école, et deux foires s'y tenaient chaque année. Le chemin de fer atteint le bourg en 1885. Le recensement de 1897 lui donne déjà une population de 2 153 habitants (1 282 hommes et 871 femmes), dont 2 057 orthodoxes. La population double ensuite, atteignant 5 475 habitants en 1908.
En 1920, le bourg est pris par les troupes de Nestor Makhno en avril et une brigade de l’anarchiste ukrainien Théodose Chtchous l'occupe à partir de novembre. Le but est de prendre possession du territoire au nom de la nouvelle république indépendante d'Ukraine. Quelque temps plus tard, la zone est reprise par l'Armée rouge qui la réintègre dans la souveraineté russe.
De 1938 à 1952, Avdeïevka est le chef-lieu du raïon d'Avdeïevka. Elle a le statut de ville depuis 1956. Le tramway circule à partir de 1965.

### XXIesiècle
Avdiïvka se rallie en avril 2014 aux indépendantistes pro-russes lors du soulèvement séparatiste du Donbass. Le 21 juillet 2014, les forces ukrainiennes reprennent la ville aux séparatistes de la république populaire de Donetsk et des confrontations ont lieu jusqu'en 2017.
Des attaques ont lieu de nouveau dès le 20 février 2022 ; mais elles reprennent surtout à partir d'avril 2022, plus d'un mois après le début de l'invasion de l'Ukraine par la Russie.
Un nouvel assaut russe contre la ville est lancé le 10 octobre 2023.
Le 28 novembre 2023, l'Ukraine annonce la reprise de la localité brièvement passée sous contrôle russe comme le rapporte un documentaire diffusé par l'armée ukrainienne montrant des combats violents dans les tranchées.
L'armée ukrainienne se retire de la ville le 17 février 2024 sur ordre du général Oleksandr Syrsky. L'armée russe occupe désormais la ville.

## Galerie

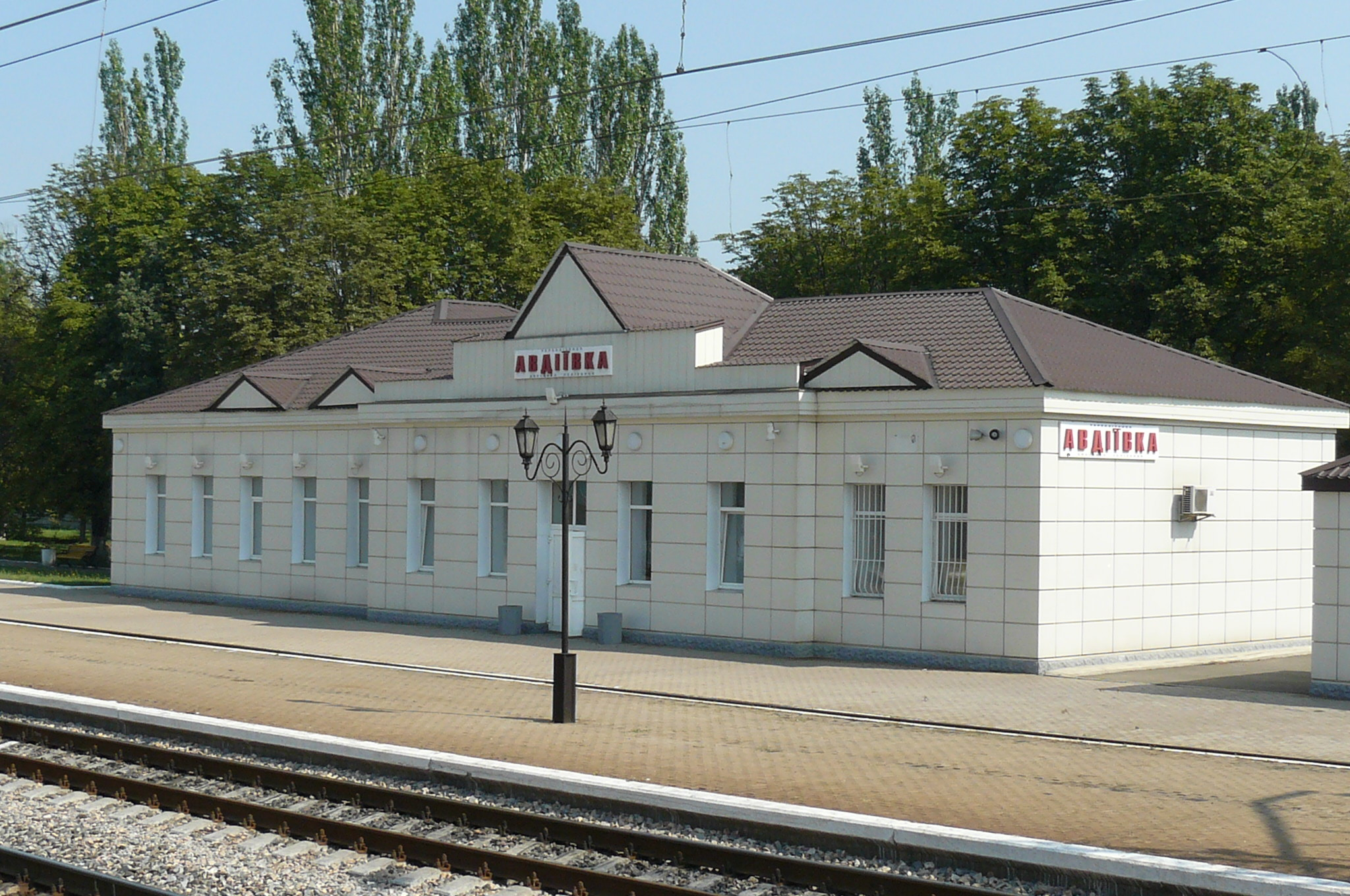
Gare d'Avdiïvka.
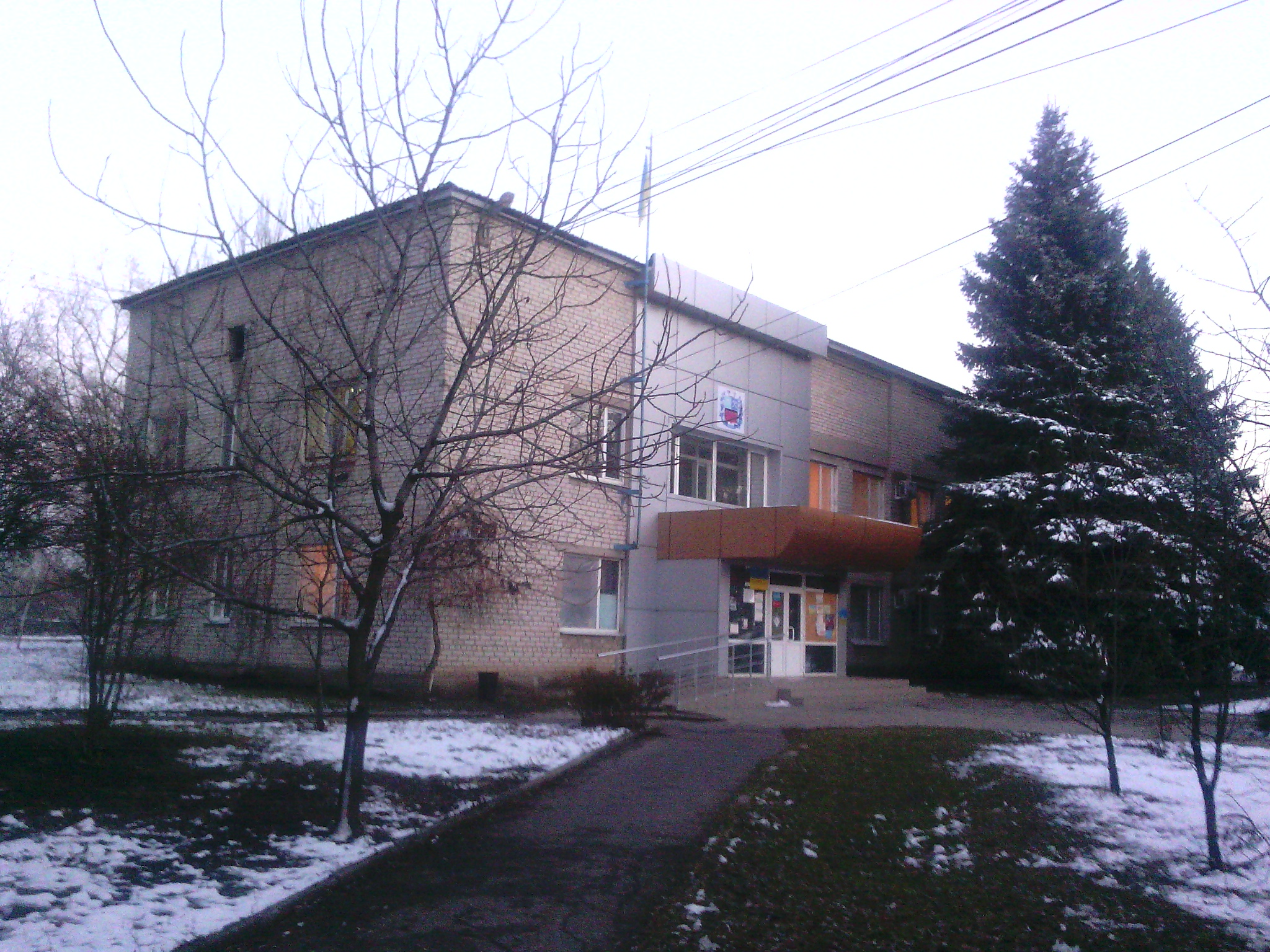
Administration municipale.
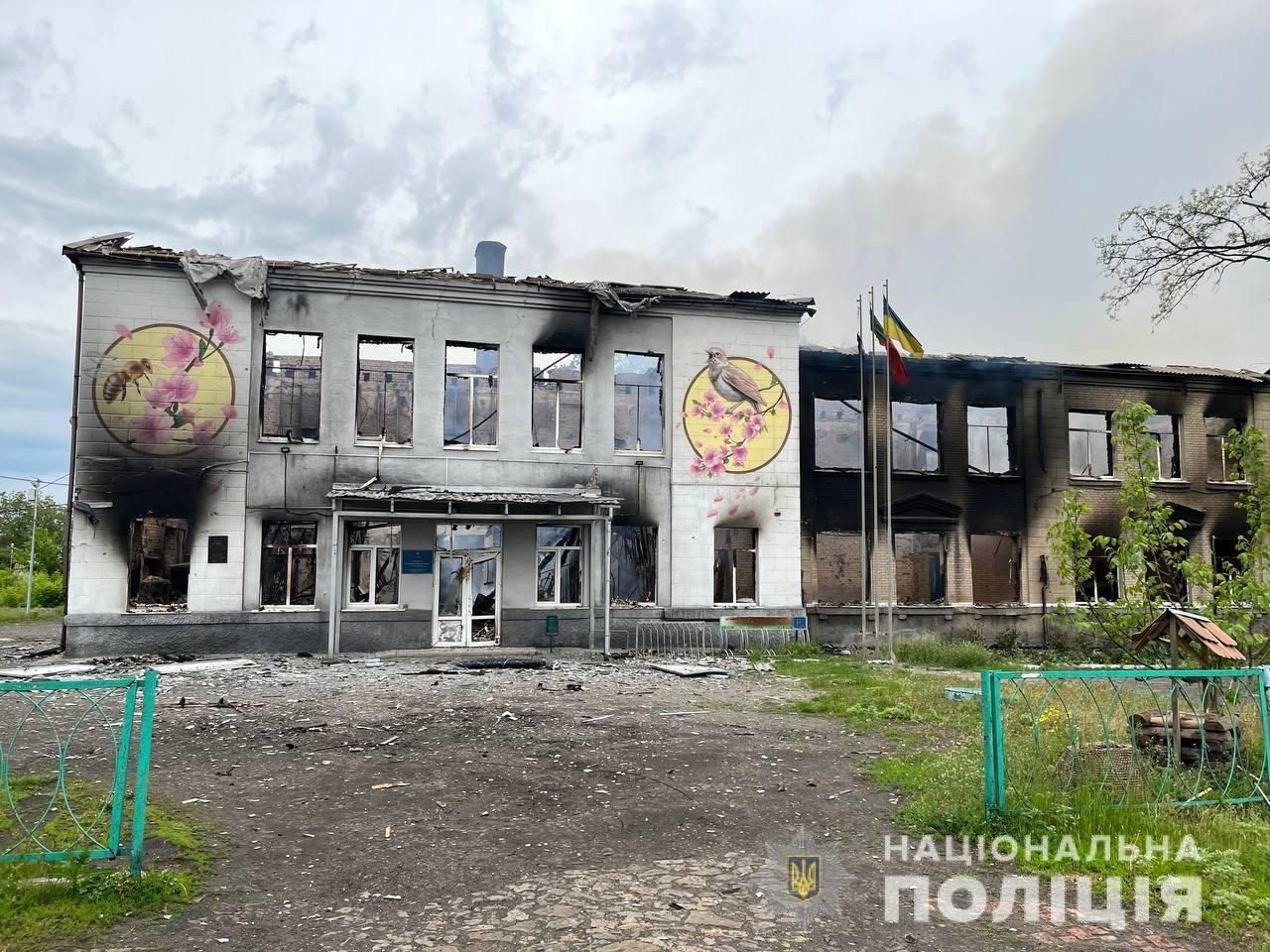
École en mai 2022.
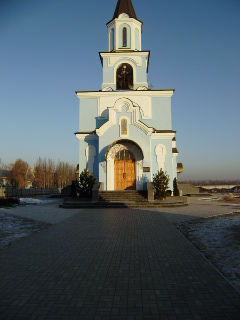
Église orthodoxe Sainte-Marie-Madeleine.

## Population
Recensements (*) ou estimations de la population :
| 1926* | 1939*  | 1959*  | 1970*  | 1979*  |
| ----- | ------ | ------ | ------ | ------ |
| 5 094 | 17 288 | 18 206 | 29 181 | 34 795 |

| 1989*  | 2001*  | 2011   | 2012   | 2013   |
| ------ | ------ | ------ | ------ | ------ |
| 39 833 | 37 210 | 35 358 | 35 257 | 35 128 |

| 2023  | 2024 | - | - | - |
| ----- | ---- | - | - | - |
| 1 622 | 941  | - | - | - |

## Économie
La principale entreprise d'Ardiïvka est l'Usine chimique et cokerie d'Avdiïvka  koksokhimitchesky zavod (ukrainien : Авдіївський коксохімічний завод). Fondée en 1963, cette usine fait partie du groupe Metinvest et emploie 7 000 salariés (2007). Elle a une capacité de production de 7 à 10 millions de tonnes de coke par an, ce qui en fait la plus grande cokerie d'Europe. Elle produit 5 millions de tonnes de coke, 400 000 tonnes de goudron, 400 tonnes de phénol et 80 000 tonnes de produits chimiques organiques.

## Religion
La ville possède cinq églises orthodoxes (affiliées au patriarcat de Moscou) et un temple baptiste (affilié à l'union chrétienne évangélique baptiste qui a été fondée dans l'ancien espace soviétique)[réf. nécessaire].

## Roman se déroulant à Avdiïvka
- Benoît Vitkine, Donbass, Les Arènes, 2020 (ISBN 979-10-375-0059-5).